# Usufructo en España
El usufructo (latín: usus fructus, 'uso del fruto') es un derecho real de goce o disfrute de una cosa ajena. La persona titular del usufructo es poseedora de la cosa pero no su dueña. Tiene la posesión sobre la cosa, pero no la propiedad. Puede utilizarla y disfrutarla, es decir, obtener sus frutos o rendimientos, sean en especie o dinerarios, pero no puede disponer libremente de ella por no ostentar el derecho de propiedad sobre la misma. Es la razón de que no pueda enajenarla ni disminuir su valor sin el consentimiento del titular de la propiedad.
Puede afirmarse que el usufructo se presenta como una desmembración temporal del dominio. Mientras la persona titular del usufructo tiene derecho a obtener las utilidades de la cosa, la propietaria conserva tan solo su derecho de disposición sobre la misma, pero sin poder usar ni gozar de lo suyo. Esta disminución de las facultades ordinarias que acompañan al derecho de propiedad propiciaron que la doctrina calificara de desnuda o nuda propiedad la posición jurídica de quien ostenta la propiedad de un bien usufructuado.

## Origen del usufructo
El usufructo nació en el Derecho romano, en el siglo IV antes de Cristo, como consecuencia del abuso de las manus, de la difusión del matrimonio libre y como un medio de proveer a la viuda de lo necesario para su subsistencia sin afectar la parte que debían recibir los hijos de la herencia de su padre, conservando la institución, a través de su evolución, aquella función alimentaria que motivó su nacimiento.
El usufructo está regulado en el Derecho español en los artículos 467 y siguientes del Código civil. La valoración legal de los usufructos a efectos fiscales se contiene en la normativa relativa al impuesto de transmisiones patrimoniales. Igualmente se menciona el usufructo en la legislación registral, ya que es un derecho real inscribible en el Registro de la Propiedad, que se encarga de dar publicidad al derecho y dar al usufructuario un medio de prueba de su derecho ante cualquier tercero.

## Constitución del usufructo
El usufructo puede ser constituido mediante:
- Ley: Constituido por mandato legal. Los usufructos legales más comunes son aquellos sobre bienes de propiedad de los hijos menores y sobre patrimonios familiares.
- Negocio jurídico: Puede ser inter vivos (un contrato), o mortis causa (a través del testamento).[1]
- Por prescripción:  Cuando existe la creencia de poseer un derecho para adquirirlo, y la posesión legitima del derecho, creído adquirido, durante el tiempo fijado por la ley.

Estos tres modos de constitución son los que establece el art. 468 del Código civil español. La doctrina añade un cuarto: la constitución por resolución judicial, la cual no es un negocio jurídico ni puede considerarse obra de la Ley, ya que lo que esta respalda es la actuación del Juez en aquellos casos en que se produce. Aquellos asuntos en los que es más probable que pueda darse una constitución judicial de este tipo es en la liquidación del régimen económico matrimonial y en la división de cosa común o de herencia.

## Clases de usufructo
1. El usufructo puede ser simple, cuando lo disfruta sólo una persona, o múltiple cuando son varias, al mismo tiempo o sucesivamente.
2. En razón del bien usufructuado se entiende por propio aquel que recae sobre bienes inmuebles o no consumibles, e impropio aquel que lo hace sobre bienes consumibles.
3. Se llama parcial cuando afecta sólo a una parte del bien, y total cuando afecta al bien completo.
4. Finalmente, se diferencia, dependiendo de su origen, entre usufructo legal, que es aquel que la ley impone (como los que concede al cónyuge viudo sobre algunos bienes del premuerto), y el voluntario, en virtud de un contrato bilateral o por un acto de última voluntad (testamento).

En el llamado "usufructo de disposición" (de origen exclusivamente contractual o testamentario en el derecho español), incluso se autoriza al usufructuario a enajenar o consumir extintivamente la cosa usufructuada, por autorizarlo expresamente quien constituye el usufructo. El caso más habitual es que por testamento se autorice al usufructuario a vender la cosa usufructuada "en caso de necesidad". La jurisprudencia española no admite este tipo de usufructo cuando se lo establece por contrato, sino solo por testamento.
Los derechos y obligaciones del usufructuario se regulan en primer lugar por lo dispuesto en el documento de su constitución, y en su defecto, los derechos que la Ley reconoce al usufructuario son los del art. 471 del Código Civil (en España).
Similar al usufructo pero más restringido es el "derecho de uso y habitación". Quien tiene derecho de habitación adquiere un derecho a habitar (sólo él) una vivienda o parte de ella, pero, a diferencia del usufructuario, no puede arrendarla ni ceder o enajenar su derecho. Quien tiene derecho de "uso" puede usar y consumir los frutos en cuanto los precise para sí y su familia, pero no más.

## Derechos del usufructuario
1. Derecho a usar y gozar de la cosa. Puesto que existen bienes que no pueden usarse sin consumirlos (por ejemplo, una explotación forestal no se puede explotar sin talar árboles, un coto de caza se usa para cazar, a las ovejas se les quita la lana), en las distintas regulaciones se suele permitir el cierto uso consuntivo moderado.
2. Derecho a percibir los frutos que obtenga del bien. Los frutos que se recojan después de la constitución del usufructo pertenecen al usufructuario, aunque se hubieren comenzado a generar antes. Por el contrario, los que se generen durante el usufructo, pero hayan de recogerse tras la extinción del usufructo, pertenecen al propietario.
3. Derecho a disponer de su derecho de usufructo plenamente, enajenándolo, arrendándolo y gravándolo.
4. Derecho a mejorar el bien usufructuado, pero sin alterar su forma o sustancia y sin derecho a indemnización al terminar el usufructo.

## Obligaciones del usufructuario
1. Conservar la cosa en su forma y sustancia; es decir, sin destruirla ni dañarla, salvo en los usufructos sobre bienes consumibles o en los de explotación de minas, donde el poder alcanza a la transformación y al consumo. El usufructuario ha de realizar las reparaciones ordinarias que necesiten las cosas dadas en usufructo.
2. Formar inventario antes de entrar al disfrute del bien.
3. Prestar fianza como garantía del cumplimiento de sus obligaciones. En los usufructos testamentarios se suele relevar al usufructuario de esta obligación. La obligaciones extraordinarias son de cargo del propietario.
4. Restituir el bien al término del usufructo.

El usufructuario debe permitir al nudopropietario que haga mejoras en la cosa si no perjudica el valor del usufructo.
El usufructuario es quien debe pagar los tributos y contribuciones que graven la cosa y sus frutos, y las cuotas ordinarias de la comunidad de propietarios en su caso (el nudopropietario, las cuotas extraordinarias.)

## Derechos y deberes del nudo propietario
El propietario de la cosa gravada por el usufructo es el "nudo"propietario; es decir, el propietario "desnudo" o desprovisto de las más importantes facultades del derecho de propiedad. Sin embargo, conserva algunos derechos: 
1. Derecho a que se respete la diligencia debida en el uso del bien.
2. Derecho a que se le restituya el bien una vez finalizado el usufructo en las condiciones pactadas. Una vez se extingue el usufructo, la propiedad, que hasta entonces estaba constreñida por el derecho real de usufructo, se expande hasta alcanzar su extensión original, pudiendo por ello el propietario reclamar la cosa.
3. Derecho a ejecutar la fianza para resarcirse de los incumplimientos de usufructuario y a reclamar al usufructuario que haga un inventario de las cosas usufructuadas (salvo que el documento de constitución exima al usufructuario de tales obligaciones).
4. Obligación de entregar el bien al usufructuario y no impedirle el disfrute del mismo de manera pacífica.

## Extinción del usufructo
El usufructo se pueda extinguir por:
1. Muerte del usufructuario (usufructo vitalicio).
2. Expiración del plazo (usufructo con término) o cumplimiento de condición resolutoria (usufructo condicional).
3. Consolidación en un mismo titular del usufructo y la propiedad.
4. Renuncia del usufructuario.
5. Pérdida o extinción del bien, salvo en determinados casos cuando el bien queda sustituido por una indemnización u otros bienes.
6. Resolución del derecho del constituyente del usufructo.
7. prescripción al no usar el bien el usufructuario durante el tiempo marcado por la ley.

## Valoración del usufructo vitalicio
El valor del usufructo vitalicio se utiliza la siguiente regla 
Usufructo = 89 – edad del usufructuario.
teniendo, en todo caso, un valor mínimo del 10% del valor total del bien y un valor máximo del 70%.